# Bruchia
Bruchia là một chi rêu trong họ Bruchiaceae.

## Các loài
- Bruchia aurea
- Bruchia beyrichiana
- Bruchia bolanderi
- Bruchia brevifolia
- Bruchia brevipes
- Bruchia carinata
- Bruchia carolinae
- Bruchia drummondii
- Bruchia eckloniana
- Bruchia elegans
- Bruchia exigua
- Bruchia flexuosa
- Bruchia fusca
- Bruchia hallii
- Bruchia hampeana
- Bruchia lindigiana
- Bruchia longifolia
- Bruchia microspora
- Bruchia paricutinensis
- Bruchia queenslandica
- Bruchia ravenelii
- Bruchia sinensis
- Bruchia subenervis
- Bruchia texana
- Bruchia uruguensis
- Bruchia vogesiaca